# Thomas Van der Plaetsen
Thomas Van der Plaetsen, född 24 december 1990 i Gent, är en belgisk friidrottare (multisportare). 

## Karriär
Vid junior-VM i Novi Sad 2009 satte han ett nytt belgiskt rekord i tiokamp med 7 769 poäng. Vid inledningen av säsongen år 2011 satte Van der Plaetsen ett nytt personligt och belgiskt rekord i sjukamp på 5 901 poäng vid en tävling i Gent. Därmed förbättrade han det belgiska rekordet med 44 poäng, då han slog det tidigare rekordet från år 2005 som innehavs av François Gourmet.

## Statistik
| Datum | Tävling    | Plats    | Resultat | Gren    | Poäng |
| ----- | ---------- | -------- | -------- | ------- | ----- |
| 2009  | Junior-EM  | Novi Sad | 1        | Tiokamp | 7769  |
| 2011  | Inomhus-EM | Paris    | 6        | Sjukamp | 6020  |
| 2011  | U23-EM     | Ostrava  | 1        | Tiokamp | 8157  |
| 2011  | VM 2011    | Daegu    | 13       | Tiokamp | 8069  |

### Personliga rekord
| Gren    | Poäng       | Plats   | Datum           |
| ------- | ----------- | ------- | --------------- |
| Tiokamp | 8 157 poäng | Ostrava | 16 juli 2011    |
| Sjukamp | 5 901 poäng | Gent    | 6 februari 2011 |

#### Personliga rekord efter gren

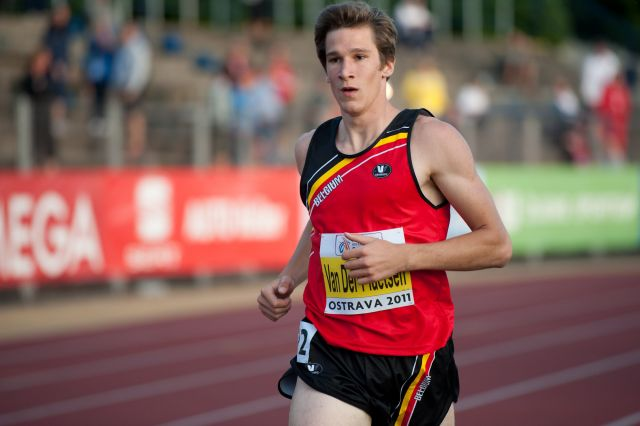
Thomas Van der Plaetsen vid U23-EM i Ostrava 2011.

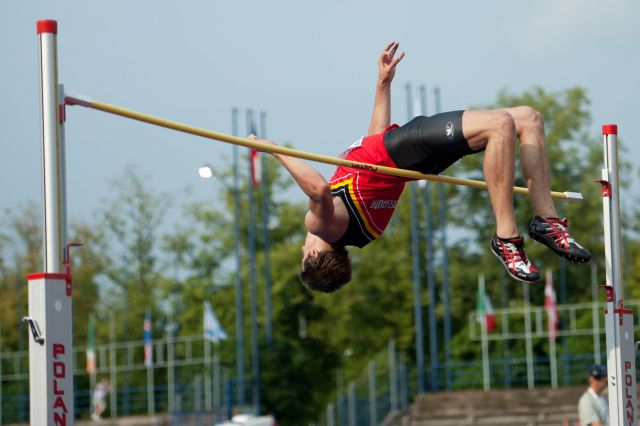
Thomas Van der Plaetsen under höjdhoppet vid U23-EM i Ostrava 2011.

Utomhus
| Gren        | Resultat | Datum           | Plats   |
| ----------- | -------- | --------------- | ------- |
| 100 m       | 11,20    | 27 augusti 2010 | Daegu   |
| 400 m       | 48,64    | 14 juli 2011    | Ostrava |
| 1500 m      | 4.32,52  | 29 maj 2011     | Götzis  |
| 110 m häck  | 14,65    | 29 maj 2011     | Götzis  |
| Höjdhopp    | 2,17 m   | 27 augusti 2011 | Daegu   |
| Stavhopp    | 5,25 m   | 24 juli 2011    | Bryssel |
| Längdhopp   | 7,79 m   | 27 augusti 2011 | Daegu   |
| Kulstötning | 13,31 m  | 14 juli 2011    | Ostrava |
| Diskus      | 37,73 m  | 15 juli 2011    | Ostrava |
| Spjut       | 63,57 m  | 15 juli 2011    | Ostrava |
| Tiokamp     | 8 157 p  | 14-15 juli 2011 | Ostrava |

Inomhus
| Gren        | Resultat | Datum           | Plats |
| ----------- | -------- | --------------- | ----- |
| 60 m        | 7,23     | 5 mars 2011     | Paris |
| 1000 m      | 2.42,80  | 6 mars 2011     | Paris |
| 60 m häck   | 8,18     | 5 februari 2011 | Gent  |
| Höjdhopp    | 2,06 m   | 5 mars 2011     | Paris |
| Stavhopp    | 5,20 m   | 6 mars 2011     | Paris |
| Längdhopp   | 7,57 m   | 5 februari 2011 | Gent  |
| Kulstötning | 13,16 m  | 5 mars 2011     | Paris |
| Sjukamp     | 6020 p   | 5-6 mars 2011   | Paris |

### Fotnoter
1. ↑  ”Van der Plaetsen makes Belgian history in Novi Sad”. IAAF. 24 juli 2009. Arkiverad från originalet den 25 maj 2012. https://archive.is/20120525143218/http://www.european-athletics.org/index.php?option=com_content&catid=254&id=7579&view=article. (engelska)
2. ↑  ”Van der Plaetsen breaks Belgian heptathlon record”. IAAF. 7 februari 2011. Arkiverad från originalet den 25 maj 2012. https://archive.is/20120525143224/http://www.european-athletics.org/index.php?option=com_content&catid=1&id=9648&view=article. (engelska)